# مالک زیدی
مالک زیدی (فرانسوی: Malik Zidi‎؛ زادهٔ ۱۴ فوریهٔ ۱۹۷۵) بازیگر اهل فرانسه است.
از فیلم‌ها یا برنامه‌های تلویزیونی که وی در آن نقش داشته است می‌توان به ماری کوری: جسارت دانش، شورش، خطوط ولینگتون، اسرار لیسبون و مولن بزرگ اشاره کرد.